# Дюк Еллінгтон
Дюк Е́ллінгтон (англ. Duke Ellington, справжнє ім'я — Е́двард Ке́ннеді Е́ллінгтон, Edward Kennedy) — (29 квітня 1899, Вашингтон — 24 травня 1974, Нью-Йорк) — афроамериканський джазовий музикант, композитор, піаніст, керівник всесвітньо відомого оркестру.

## Ранні роки
Народився у Вашингтоні (округ Колумбія) 29 квітня 1899 у афроамериканській сім'ї середнього достатку. Прізвисько Duke («Герцог») отримав підлітком за підкреслену увагу до свого одягу. З 7 років почав займатися на фортепіано, у віці 15 років склав свій перший регтайм. того ж часу виявив здібності до живопису та одержав грант, що давав можливість продовжити навчання в коледжі за фахом промислового дизайну, проте обрав кар'єру музиканта.
1919 року Еллінгтон одружився, а через рік у нього народився син — Мерсер, що згодом стане музикантом в оркестрі свого батька.
1923 року разом з невеликим ансамблем «Вашингтонці» Еллінгтон перебрався в Нью-Йорк, де познайомився з такими музикантами, як піаніст Віллі «Лев» Сміт, кларнетист-саксофоніст Сідней Беше, а також трубач Джеймс «Баббер» Майлі, який незабаром став учасником оркестру. Там він домігся п'ятирічного контракту в Коттон-клубі, престижному місці розваг гангстерів та нью-йоркської еліти.
Вже у другій половині 1920-х років Еллінгтон склав і записав на платівки речі, які перевидаються на платівках дотепер і входять у репертуар і традиціоналістів й авангардистів (the Mooche, Black & Tan Fantasy, East St Louis Toodle-Oo).

## 1930—1940-ві роки

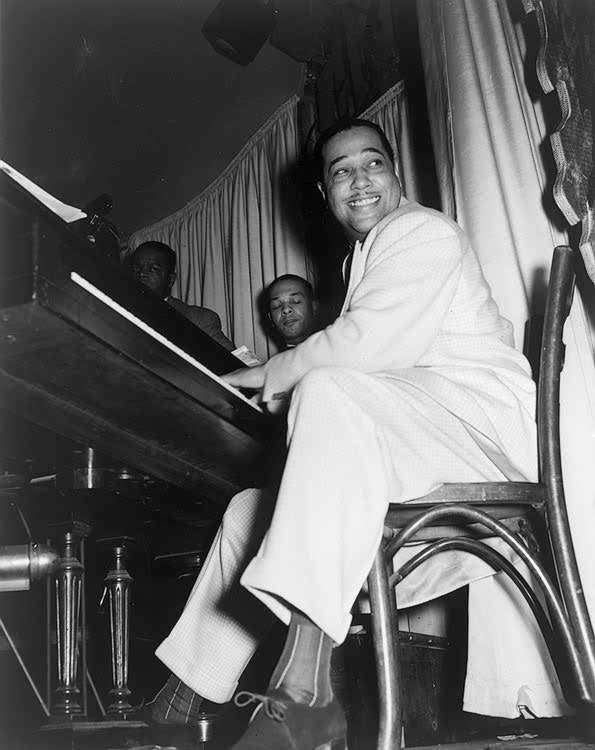
Дюк Еллінгтон, 1943 р.

У 1930-ті роки Дюк і його музиканти піднялися в перші ряди всеамериканської популярності. Еллінгтон вміло вписався в епоху біг-бендів, під час економічної кризи в США 1930-х років оркестр Еллінгтона успішно гастролює по Європі. В оркестрі Еллінгтона грали такі видатні музиканти, як саксофоніст Джонні Ходжес і трубач Гуляй Вільямс, що однаково легко володів і стилем джунглів, і відкритим потужним звуком Луї Армстронга. У 1931 році здійснив перший запис у стилі свінг — «Creole Rhapsody», щоправда постійні записи Еллінгтон почав робити пізніше — у 1940-х роках.
Еллінгтона також знали як автора яскравих інструментальних композицій (написаних в основному в співавторстві зі членами його оркестру — як знаменитий Караван — із тромбоністом Хуаном Тізолом: Rockin' In Rhythm й ін.) і декількох популярних пісень (Mood Indigo, Solitude, In a Sentimental Mood і вже після Другої світової війни — Satin Doll).
Більше того, вважається, що радіостанція Бі-Бі-Сі, бажаючи замінити «старомодне» слово «джаз» якимсь іншим, скористалася словами з пісні Еллінгтона It Don't Mean a Thing, if It Ain't Got That Swing (у перекладі: без свінгу [тобто «розгойдування»] ця музика нічого не коштує).
У 1930-і роки Еллінгтон почав усвідомлювати себе композитором. Він постійно прагнув перебороти нав'язане джазу обмеження тривалості звучання музики (3 або максимум 5 хвилин; стільки вміщувалося на одну сторону старої шелакової пластинки на 78 про/хв), а в 1942 році навіть склав багаточастинну сюїту «Чорні, коричневі й беж» (Black, Brown & Beige; частина збору від прем'єри пішла на користь Червоної Армії). Згодом Еллінгтон склав кілька десятків таких сюїт (не всі однаково вдалі).
Еллінгтон одним з перших довів, що в джазі можна грати й голосно й тихо й переходити від одного нюансу до іншого, у нього вперше контрабас став не ритмічним, а мелодійним голосом. Знамениті дуети з контрабасистом Джимми Блентоном були записані на пластинки на початку 1940-х років, але самі ідеї одержали розвиток лише у творчості піаніста Білла Еванса й контрабасиста Скотта Ла Фаро наприкінці 1950-х років.

## 1950-ті-1970-ті роки

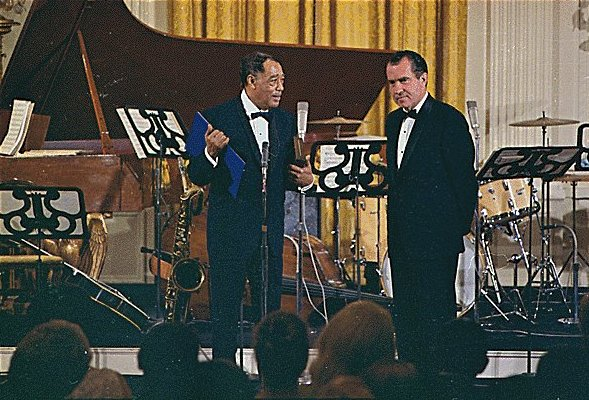
З Річардом Ніксоном, 1969 р.

У повоєнний час біг-бенди переживають період занепаду. З оркестру Еллінгтона пішли Гуляй Уильямс, а потім Джонні Ходжес. Проте у 1956 оркестр Еллінгтона мав тріумфальний успіх на фестивалі в Ньюпорті. Яскравою зіркою оркестру стає тенор-саксофоніст Пол Гонзалвес.
1957 року Еллінгтон написав знамениту «шекспірівську сюїту» «Such Sweet Thunder», записав платівки з Еллою Фіцджеральд і Френком Синатрою. З фірмою останнього «Reprise» Еллінгтон був зв'язаний контрактними зобов'язаннями протягом практично всіх 1960-х років; саме в цей період вийшов альбом «Symphonic Ellington», записаний на гастролях у Європі, у тому числі з оркестром міланського театру «Ла Скала».
У 1959 році Д.Еллінгтон виграв три нагороди на другій церемонії нагородження музичної премії «Греммі».
Еллінгтон багато гастролював, в 1971 році виступав у СРСР, давши концерти у Москві, Ленінграді, Києві, Мінську та Ростові. На гастролях у Радянському Союзі, зокрема, уперше показувалися фрагменти тільки що складеної сюїти Afro-Eurasian Eclipse, які разом з Далекосхідною сюїтою (Far East Suite, 1966) вважаються одними з найкращих досягнень Еллінгтона-композитора.
Навесні 1972 року у Дюка Еллінгтона знайшли рак. 24 травня 1974 року він помер у Нью-Йорку.

## Дискографія
- Masterpieces By Ellington (1950)
- Ellington at Newport-Complete (1999; реставрація запису 1956 р. з фестивалю в Ньюпорті)
- Such Sweet Thunder (1957)
- Indigos (1957)
- Ella Fitzgerald Sings the Duke Ellington Songbook (1957)
- Newport Jazz Festival (1958)
- Festival Session (1959)
- Blues in Orbit (1959)
- Anatomy of a Murder (Soundtrack album) (1959)
- Duke Ellington and Johnny Hodges: Back to Back (1959)
- Duke Ellington and Johnny Hodges: Side by Side (1959)
- Piano in the Foreground (1961)
- Louis Armstrong & Duke Ellington (1961)
- Duke Ellington & John Coltrane (1962)
- Duke Ellington meets Coleman Hawkins (1962)
- Money Jungle (1962)
- Afro-Bossa (1962)
- The Great Paris Concert (1963, released 1973)
- Ella at Duke's Place (1965)
- The Symphonic Ellington (1965; 1985 reissue)
- Ella and Duke at the Cote D'Azur (1966)
- The Far East Suite (1966)
- …And His Mother Called Him Bill (1967)
- Francis A. & Edward K. (1968)
- Latin American Suite (1968)
- 70th Birthday Concert (1969)
- New Orleans Suite (1970)
- The Afro-Eurasian Eclipse (1971)
- Yale Concert (1968, issued 1973)
- Live at the Whitney (1972, issued 1995)
- Duke's Big 4 (1973)

## Музичні приклади
- The_Moocheⓘ
- East ST. Louis Toodle-ooⓘ